# سد موناساوو
سد موناساوو (به لاتین: Monasavu Dam) یک سد خاکی در فیجی است که در فیجی واقع شده‌است.